# Bitunja
Bitunja je naseljeno mjesto u općini Berkovići, Republika Srpska, BiH.

## Povijest
Do potpisivanja Daytonskog mirovnog sporazuma bilo je u sastavu općine Stolac koja je ušla u sastav Federacije BiH.

### Nekropola u Bitunji
U blizini Bitunje nalaze se četiri lokaliteta stećaka: Lokve, Potkuk, Zakuk i Baba. Na lokalitetu Potkuk izbrojana su 243 stećka, na lokalitetu Lokve 7 stećaka, na lokalitetu Zakuk 9 stećaka, nekoliko grobova obrubljenih kamenjem i očuvana osnova srednjovjekovne crkve, te na lokalitetu Baba 24 stećka. Od ukupno 285 stećaka, 62 su ukrašena. Cijeli je kompleks proglašen nacionalnim spomenikom Bosne i Hercegovine 2007. Lokalitet Potkuk je 2016. uvršten na UNESCO-ov popis 30 zaštićenih lokaliteta u Bosni i Hercegovini, Hrvatskoj, Crnoj Gori i Srbiji.

## Stanovništvo

### 1991.
Nacionalni sastav stanovništva 1991. godine, bio je sljedeći:
ukupno: 335
- Muslimani - 248
- Hrvati - 67
- Srbi - 19
- Jugoslaveni - 1

### 2013.
Nacionalni sastav stanovništva 2013. godine, bio je sljedeći:
ukupno: 59
- Bošnjaci - 57
- Srbi - 2